# Rhizophydium planktonicum
Rhizophydium planktonicum är en svampart som beskrevs av Canter 1948. Rhizophydium planktonicum ingår i släktet Rhizophydium och familjen Rhizophydiaceae.   Inga underarter finns listade i Catalogue of Life.